# Рыхтичи
Рыхтичи (укр. Рихтичі) — село в Дрогобычской городской общине Дрогобычского района Львовской области Украины.
Население по переписи 2001 года составляло 3244 человека. Занимает площадь 3,769 км². Почтовый индекс — 82151. Телефонный код — 3244 91.

## История
Известно с 1123 года.

## Известные уроженцы
- Мавриций Дзедушицкий (1813—1877) — польский историк.
- Эдуард Кильянович Белоскурский (1799—1881) — государственный деятель Царства Польского, радомский губернатор.
- Миколай Ян Манугевич (1754—1844) — епископ сейненской епархии, сенатор Царства Польского.